# 김소영 (법조인)
김소영(金昭英, 1965년 11월 17일 ~)은  대한민국의 대법관, 기업인이다. 2018년에 11월에 대법관에서 퇴임하였다. 

## 학력
- ~ 1984년 정신여자고등학교
- ~ 1988년 서울대학교 법학 학사

## 경력
- 1987년 10월 29회 사법시험 합격
- 1990년 3월 ~ 1992년 서울민사지방법원 판사
- 1992년 2월 ~ 1994년 서울가정법원 판사
- 1994년 3월 대전지방법원 판사
- 1997년 2월 서울중앙지방법원 판사
- 1997년 7월 서울남부지방법원 판사
- 2000년 대법원 법원행정처 조사심의관
- 2001년 2월 ~ 2005년 서울고등법원 판사
- 2002년 2월 법원도서관 조사심의관
- 2005년 2월 대전지방법원 공주지원 지원장
- 2006년 2월 대법원 재판연구관
- 2008년 2월 대법원 법원행정처 사법정책총괄심의관
- 2009년 2월 대법원 법원행정처 정책총괄심의관
- 2008년 ~ 2011년 2월 양형위원회 수석전문위원
- 2011년 2월 서울중앙지방법원 민사합의10부 부장판사
- 2012년 2월 ~ 2012년 11월 대전고등법원 부장판사
- 2012년 11월 ~ 2018년 11월 대법관
- 2017년 7월 ~ 2018년 1월 25일 : 제24대 법원행정처장
- 2019년 : 영국 SOAS University 객원연구원
- 2019년 ~ 2021년 : 한국사회법률문제연구소 소장
- 2020년 ~ 2022년 3월 : 법무법인 케이에이치엘 대표변호사
- 2021년 4월 ~ 2023년 4월: 한국신문윤리위원회 위원장
- 2021년 ~ 2022년 국방부 수사심의위원회 위원장
- 2022년 2월 ~ 재단법인 나은 이사장
- 2022년 3월 ~ 김앤장 법률사무소 변호사 겸 문화연구소장
- 2023년 3월 ~ 효성 사외이사
  - 효성 ESG경영위원회 위원
- 2023년 ~ 삼성화재해상보험 사외이사
- 2023년 ~ 카카오 준법과 신뢰 위원회 위원장

| 전임 고영한 김창보(권한대행) | 제24대 법원행정처장 2017년 7월 19일 ~ 2018년 1월 25일 | 후임 안철상 |